# Výborná
Výborná (allemand : Bierbrunn ) est un village de Slovaquie situé dans la région de Prešov.

## Histoire
Première mention écrite du village en 1289.

## Démographie

### Évolution de la population
| Année:               | 1994. | 2004.    | 2014.    | 2024.    |
| -------------------- | ----- | -------- | -------- | -------- |
| Nombre de personnes: | 668   | 908      | 1156     | 1443     |
| Différence:          |       | +35,92 % | +27,31 % | +24,82 % |

| Année:               | 2023. | 2024.   |
| -------------------- | ----- | ------- |
| Nombre de personnes: | 1404  | 1443    |
| Différence:          |       | +2,77 % |